# NGC 3707
NGC 3707 este o galaxie eliptică situată în constelația Cupa. A fost descoperită în 23 februarie 1878 de către Ernst Wilhelm Tempel.